# Becquerel
Pour les articles homonymes, voir Becquerel (homonymie), BQ et GBQ.
 (août 2023).
Si vous disposez d'ouvrages ou d'articles de référence ou si vous connaissez des sites web de qualité traitant du thème abordé ici, merci de compléter l'article en donnant les références utiles à sa vérifiabilité et en les liant à la section « Notes et références ».
Le becquerel (symbole : Bq) est l'unité dérivée du Système international d'unités (SI) pour l'activité d'une certaine quantité de matière radioactive, c'est-à-dire le nombre de désintégrations qui s'y produisent par seconde. Il est homogène à l'inverse de la seconde (s−1).
Le becquerel a été nommé en hommage au physicien Henri Becquerel, découvreur de la radioactivité.
L'ancienne unité de radioactivité était le curie (Ci). 

## Utilisation du becquerel
Le becquerel, dénommé en référence aux travaux de Henri Becquerel, est l'unité de radioactivité du Système international d'unités, qui remplace le curie depuis 1982.  La relation entre les deux unités est la suivante  : 1 Ci = 3,7 × 1010 Bq = 37 GBq, et réciproquement 1 Bq ≈ 27 × 10−12 Ci = 27 pCi.

### Calcul de la radioactivité d'une masse donnée
L'activité en becquerels de N atomes radioactifs de demi-vie {\displaystyle t_{1/2}} est :
{\displaystyle A=-{\frac {\mathrm {d} N}{\mathrm {d} t}}={\frac {\ln 2}{t_{1/2}}}N}.
Une masse {\displaystyle m} d'un isotope de masse molaire {\displaystyle M} contient {\displaystyle {\frac {m}{M}}} moles, donc {\displaystyle N={\frac {m}{M}}N_{\mathrm {A} }} noyaux, et a donc une activité :
{\displaystyle A={\frac {m}{M}}N_{\mathrm {A} }{\frac {\ln 2}{t_{1/2}}}},
avec {\displaystyle N_{\mathrm {A} }} = constante d'Avogadro, {\displaystyle m} en grammes, {\displaystyle M} en g/mol et {\displaystyle t_{1/2}} en secondes.
Par exemple, pour un gramme de 226Ra, de demi-vie 1 600 ans, (soit 1600 × 365,25 × 24 × 3600 ≈ 5,05 × 1010 s) et de masse atomique 226 :
{\displaystyle A={\frac {6,02\times {10^{23}}}{226}}{\frac {\ln 2}{5,05\times {10^{10}}}}=3,66\times {10^{10}}{\text{ Bq}}}
L'activité spécifique du radium 226 est donc de 36,6 GBq/g.
En arrondissant, on retrouve d'ailleurs ainsi la valeur du curie, qui avait été défini comme la radioactivité d'un gramme de radium. Le curie reste employé dans l'industrie nucléaire, car c'est une unité assez bien adaptée aux radioactivités élevées.
Si un échantillon est composé d'un élément dont seulement certains isotopes sont radioactifs, il faut tenir compte de la composition isotopique de l'échantillon. Typiquement, en tenant compte de sa composition isotopique, 1 gramme de potassium naturel contient 1,17 × 10−4 gramme de 40K, de masse molaire 39,963 g/mol (tous les autres isotopes sont stables) et de demi-vie t1/2 = 1,248 × 109 années, soit 3,938 × 1016 secondes. L'activité d'un gramme de potassium naturel vaut donc :
{\displaystyle A={\frac {1,17\times {10^{-4}}}{39,963}}N_{\mathrm {A} }{\frac {\ln 2}{t_{1/2}}}=31{\text{ Bq}}}
Si un matériau contient différents isotopes radioactifs, leurs activités respectives s'ajoutent pour donner l'activité totale de l'échantillon considéré.

### Utilisation pour exprimer une quantité de matière
Comme on l'a vu, une masse m d'un élément radioactif a une radioactivité A exprimée en Bq. Il arrive couramment que l'on utilise la relation inverse dans le domaine du nucléaire : partant d'une activité A en Bq, et connaissant les isotopes en jeu, on peut en déduire la quantité d'un élément donné. Par métonymie, il arrive donc fréquemment que l'on quantifie cette quantité de matière en becquerels.
Par exemple, on a estimé à 7 TBq la quantité de césium 137 dispersée dans l'environnement lors de l'accident nucléaire de Goiânia en 1987. Cet isotope a une activité spécifique de 3,204 TBq/g. La quantité de césium répandue est donc équivalente à environ 2,2 g.
Cette métonymie habituelle s'explique en partie par les moyens de mesure en jeu : on ne va pas peser les éléments pour en obtenir la masse, on mesure la radioactivité qu'ils émettent pour les détecter. De la même manière, on mesure le radon (radon naturel, donc très majoritairement l'isotope 222) dans l'atmosphère en Bq par mètre cube d'air. La concentration en radon de l'air extérieur varie typiquement entre 10 et 30 Bq/m3, soit une concentration massique de 1,7 à 5,2 fg/m3. Cet ordre de grandeur (femtogramme, fg) est difficile à appréhender en tant que masse, ce qui contribue également à expliquer l'usage généralisé du Bq et du Bq/m3 comme mesure d'une quantité de matière radioactive.

## Ordres de grandeur d'activités

### Activité d'une source
Le becquerel (sans autre unité) caractérise l'activité d'une source globale :
- être humain : un individu de 70 kg a une activité de l'ordre de 8 000 Bq dont 4 500 dus au potassium 40[5].
- source injectée lors d'une scintigraphie thyroïdienne : 40 × 106 Bq (de l'ordre de 0,5 MBq par kg de poids du patient)[6].
- source de 60Co utilisée pour la stérilisation gamma : d'environ 15 à plus de 1 000 kCi[7] (soit entre 109 et 1015 Bq).[réf. souhaitée]
- activité d'un cœur d'uranium dégageant 1 MW thermique : 3,234 × 1016 Bq.[réf. souhaitée]
- combustible usé dans un réacteur nucléaire : 1019 Bq.[réf. souhaitée]

### Activité spécifique d'une substance
Le becquerel par gramme (ou par kilogramme) caractérise la teneur globale en éléments radioactifs : 
- 1 mBq/g (ou 1 Bq/L) : Limite des rejets liquides considérés comme « non contaminés » par l'Électricité de France (limite portée à 100 Bq/L pour les rejets en tritium, qui est très peu 
radiotoxique).[réf. souhaitée]
- 13 mBq/g : Radioactivité naturelle de l’eau de mer : 13 Bq/kg → 13 Bq/L (principalement due au potassium 40)[8] ;
- 100 Bq/g : Limite supérieure des déchets de très faible activité d'après la règlementation française[9].
- 180 Bq/g à 10 000 Bq/g environ : Radioactivité de minerai d'uranium, d'une concentration de 0,1 à 6 % environ (parfois plus) en uranium 238, en équilibre séculaire avec ses descendants.[réf. souhaitée]
- 12,4 kBq/g : Activité spécifique de l'uranium 238 purifié.[réf. souhaitée]
- 1 MBq/g : Limite supérieure des déchets nucléaires à « moyenne activité» (déchets MA)[10].
- 2,3 GBq/g : Activité spécifique du plutonium 239.[réf. souhaitée]
- 167 TBq/g : Activité spécifique du polonium 210[11].
- Supérieur à 1 PBq/g : Ordre de grandeur de l'activité massique des radionucléides à vie courte, notamment ceux utilisés dans le domaine médical. Par exemple l'iode 131, utilisé en radiothérapie pour des affections de la thyroïde, a une activité spécifique de 4,6 PBq/g, ou le fluor 18, utilisé pour l'imagerie TEP, qui a une activité spécifique de 3 500 PBq/g. Les quantités utilisées en sont toujours infimes, ne représentant en général que quelques nanogrammes du radioisotope considéré.[réf. souhaitée]

### Activité surfacique
Le becquerel par mètre carré est utilisé pour caractériser les contaminations de surfaces : contact avec un fluide radioactif, ou retombées atomiques.
- 400 Bq/m2 : limite de prise en compte de la contamination surfacique pour les émetteurs alpha, en dessous de laquelle il n'est pas jugé nécessaire de faire de décontamination[réf. souhaitée].
- Environ 2 000 Bq/m2, dépassant localement 10 000 Bq/m2 en césium 137 : ordre de grandeur des retombées en France de l'accident nucléaire de Tchernobyl[12].
- 40 000 Bq/m2 : limite de prise en compte de contamination surfacique pour les émetteurs bêta – gamma.[réf. souhaitée]
- Plus de 100 kBq/m2 : ordre de grandeur des retombées constatées en Ukraine et en Russie près du site de l'accident nucléaire de Tchernobyl[12].

## Danger représenté par une source radioactive
L'activité exprimée en becquerel ne fait que compter un nombre d'événements par seconde, le caractère dangereux ou non de cette activité dépend fortement de l'énergie et de la nature des particules émises.
Par ailleurs, l'effet sur la santé dépend de la manière dont on s'expose à la source radioactive : simple exposition, inhalation, ingestion... Enfin, en cas d'inhalation ou d'ingestion, l'effet dépend de la radiotoxicité du corps, liée à la manière dont il est métabolisé.
L'énergie déposée par un rayonnement dans la matière se mesure en gray, tandis que l'effet des radiations sur le corps est mesuré par le sievert (homogène au gray et pondéré par la dangerosité du type de rayonnement et éventuellement par la sensibilité des tissus vivants considérés). Par exemple, comme on l'a vu le corps humain est lui-même faiblement radioactif en raison du potassium 40 présent dans les tissus humains. Cette activité d'environ 4 500 Bq génère une exposition annuelle de l'ordre de 390 µSv. 
La dose D approximativement reçue en huit heures par un corps humain à une distance d'un mètre d'une source ponctuelle de rayonnements gamma d'activité A (exprimée en Bq) et d'énergie E (exprimée en MeV) est approximativement D = 10−9 A.E (mGy).
La différence entre les divers types de rayonnement explique en partie que les normes de sécurité puissent dépendre des isotopes en jeu : ainsi, la loi française autorise des rejets de tritium, qui est un émetteur bêta de faible énergie, à des concentrations (en Bq/L) 100 fois supérieures aux autres radionucléides[réf. souhaitée].
Pour un radionucléide donné et dans des conditions d'exposition connues, on peut relier activité en becquerels et dose reçue en sieverts : par exemple la dose engagée sur 50 ans (la dose efficace reçue par le corps humain qui a incorporé du radium) pour du radium 226 est de 0,52 µSv Bq−1 dans le cas d'une ingestion d'un flacon de radium vieux de dix ans (donc en équilibre avec ses descendants). C'est un exemple relativement similaire au cas de l'empoisonnement au radithor d'Eben Byers, qui est mort en 1932 d'avoir consommé environ 40 MBq de radium en quelques années, s'exposant à environ 350 Sv (effets cumulatifs). En revanche, une unique exposition à la même activité du même nucléide, brièvement et sans incorporation (pas d'inhalation ni d'ingestion, par exemple tenir un flacon bien fermé d'une solution contenant 40 MBq de radium 226 pendant quelques minutes), ne présente pas de danger pour la santé (exposition de l'ordre de 5 µSv).[réf. souhaitée]
En tout état de cause, sans connaître la nature des radionucléides et les conditions d'une exposition, la seule activité donnée en becquerels ne permet aucune conclusion sur l'éventuel danger représenté par cette exposition.